# Ruda (gmina w województwie śląskim)

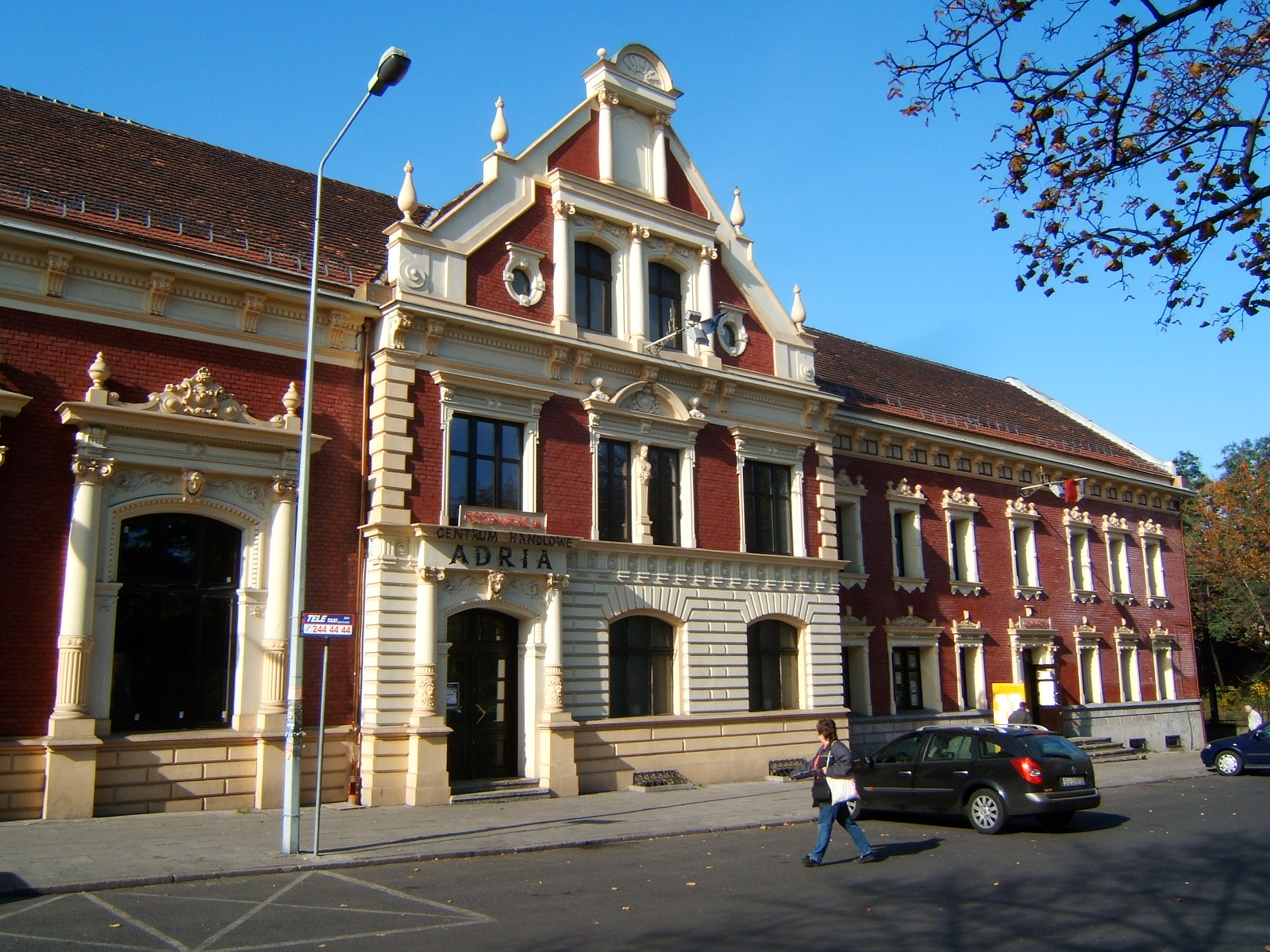
Były Dom Kultury w Rudzie

Ruda – dawna gmina wiejska istniejąca w latach 1945–1946 w woj. śląskim (dzisiejsze woj. śląskie). Siedzibą władz gminy była wieś Ruda (1947–1958 samodzielne miasto, od 1959 dzielnica Rudy Śląskiej).
Gmina zbiorowa (o charakterze jednostkowym) Ruda powstała w grudniu 1945 w powiecie katowickim w woj. śląskim (śląsko-dąbrowskim).
1 stycznia 1946 gmina składała się z samej siedziby i przez to nie była podzielona na gromady. Jako gmina wiejska jednostka przestała istnieć z dniem 1 stycznia 1947 wraz z nadaniem Rudzie praw miejskich i przekształceniem jednostki w gminę miejską. W związku z likwidacją powiatu katowickiego 1 kwietnia 1951 Ruda została powiatem grodzkim, a następnie 31 grudnia 1958 weszła w skład Rudy Śląskiej.